# 曹鄴
曹鄴（?—?），字鄴之，桂州陽朔縣人。
在長安居十年，應考九次落第，後以《四怨三愁五情詩》为中书舍人韋愨所賞識，推薦給礼部侍郎裴休。大中四年（850年）进士，授天平节度使推官。歷任太常博士，礼部主客员外郎，咸通十年（869年）以後為祠部郎中、洋州刺史等。後辭官南歸。以五言古詩著稱，正直耿介，能言人之所不敢言，詩作常針砭時弊。與劉駕、聶夷中、邵謁、蘇拯齊名。清代泗城教授王维新在《阳朔道中怀曹邺》一诗中说：“唐代文章原后起，岭西风气实先开。”死後葬於桂林。今阳朔城北天鹅山下有曹鄴讀書岩。著有《曹祠部集》2卷。